# 宮城教育大学附属幼稚園
宮城教育大学附属幼稚園（みやぎきょういくだいがくふぞくようちえん）は、宮城県仙台市青葉区上杉六丁目にある国立幼稚園である。宮城教育大学の附属幼稚園である。
宮城県内では唯一の国立幼稚園である。

## 入学試験
同一敷地内には宮城教育大学附属小学校、宮城教育大学附属中学校がある。面接、抽選を行い入学者を決める。ほぼ全員が附属小学校、附属中学校に進学する。なお幼稚園から小学校へは基本的に希望者全員が連絡進学できるが、小学校から中学校に進級するときに入学試験があるため、成績の悪い生徒は、卒業後、附属中学校へ入学できず、居住学区の公立中学校に進学することになっている。しかし、実際に小学校入試（連絡進学）、中学入試（連絡進学）で不合格になる例は極めて稀である。
附属小学校の児童が、他の中学校を受験する場合、その合否に関わらず附属中学校への進学が認められない。

## 交通アクセス
- 仙台市営バスを利用する場合
  - 仙台駅前（仙台ロフト前）18･19番乗り場、「東仙台営業所」「市役所経由鶴ヶ谷七丁目」「高松･安養寺二丁目」のいずれかのバスに乗車。附属小学校前下車、徒歩1分。
  - 朝夕の時間帯は広瀬通一番町、二高、大学病院方面からも本校へ直通するバスが運行されている。
- JR仙山線を利用する場合
  - 最寄り駅：東照宮駅…徒歩10分
  - 北仙台駅…徒歩15分
- 仙台市地下鉄を利用する場合
  - 最寄り駅：北四番丁駅・北仙台駅…徒歩15分（本校と両駅の距離はほぼ同じである）

## 系列校
|            | 普通学校                                                                                            | 特別支援学校                                                                                                   |
| ---------- | --------------------------------------------------------------------------------------------------- | --- |
| 高等学校   | －                                                                                                  | 宮城教育大学附属特別支援学校高等部（北緯38度15分38.2秒 東経140度50分3.8秒 / 北緯38.260611度 東経140.834389度） |
| 中学校     | 宮城教育大学附属中学校（北緯38度16分38.2秒 東経140度52分33.2秒 / 北緯38.277278度 東経140.875889度） | 宮城教育大学附属特別支援学校中学部                                                                             |
| 小学校     | 宮城教育大学附属小学校（北緯38度16分41秒 東経140度52分32.6秒 / 北緯38.27806度 東経140.875722度）    | 宮城教育大学附属特別支援学校小学部                                                                             |
| 幼稚園     | 宮城教育大学附属幼稚園（北緯38度16分39秒 東経140度52分37.4秒 / 北緯38.27750度 東経140.877056度）    | － |
| キャンパス | 上杉キャンパス                                                                                      | 青葉山キャンパス                                                                                               |

## 出身者
- 小野寺正 - 元KDDI社長、元電気通信事業者協会会長